# Karol Chodura

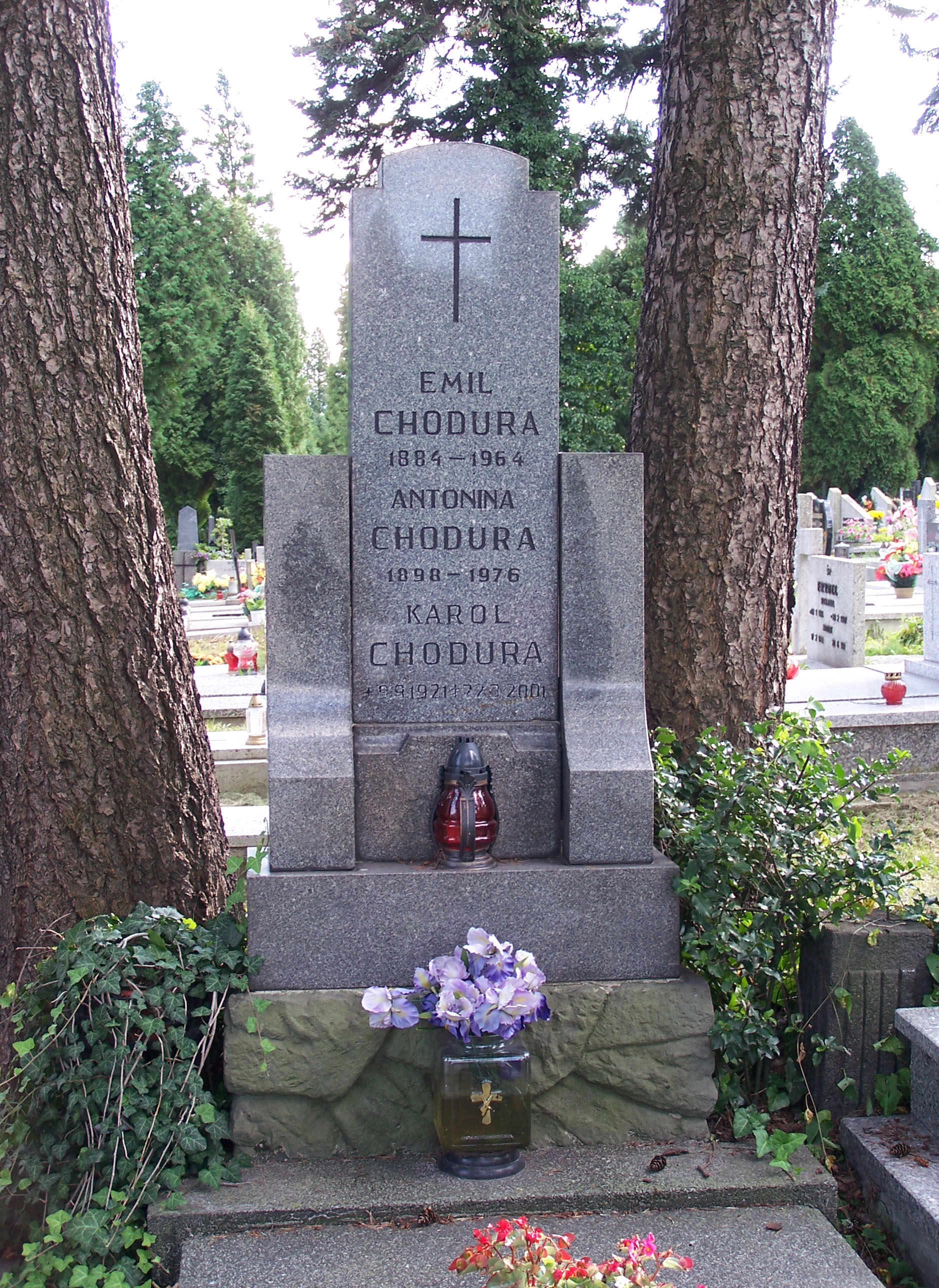
Grób Karola Chodury na Cmentarzu Komunalnym w Cieszynie

Karol Chodura (ur. 9 września 1921 w Cieszynie, zm. 22 marca 2001 w Warszawie) – polski operator i reżyser filmowy.

## Życiorys
W 1950 ukończył studia na Wydziale Operatorskim PWSF w Łodzi (dyplom 1955)

## Filmografia
- 1946: Zakazane piosenki – asystent operatora obrazu
- 1960: Krzyżacy – drugi reżyser
- 1962: Drugi brzeg – operator
- 1987: Nad Niemnem – drugi reżyser
- 1987: Na srebrnym globie – drugi reżyser
- 1989: Gdańsk 39 – drugi reżyser